# Georg Jacob Steenke
Georg Jacob Steenke (ur. 30 czerwca 1801 w Królewcu, zm. 22 kwietnia 1884 w Elblągu) – pruski inżynier, konstruktor systemu pochylni na Kanale Elbląskim.

## Życiorys
Jego ojciec, Johann Friedrich Steenke był kapitanem portu w Pilawie. W 1817 roku powołał do życia pierwszą morską służbę ratowniczą. Ojciec jest też autorem „Podręcznika pilota albo wskazówek, jak wejść bez pilota do portu w Pilawie w czasie sztormu” (‘The Pilot’s Substitute or Directions how to enter the Port of Pillau in a Storm without a Pilot’) wydanego w 1819 r. Dziadek, Gottfried Steenke, był pilotem morskim w Królewcu.
Młody Georg Steenke studiował prawo, jednak śmierć ojca (utonął w 1818 przy ratowaniu angielskiego żaglowca) uniemożliwiła mu ich kontynuację. Wtedy przyszły inżynier rozpoczął terminowanie u mistrza ciesielskiego. W 1828 roku rozpoczął naukę na Akademii Budownictwa w Berlinie. Po jej ukończeniu został mistrzem budowlanym.
W roku 1833 młody budowniczy ukończył w dolnym dorzeczu rzeki Niemen budowę Kanału Sekenburgskiego (Seckenburger Kanal), której wykonanie zlecił mu właściciel okolicznych posiadłości – hrabia Keyserling. Następnie przyjechał do Elbląga, z polecenia służbowego. Został inspektorem grobli i wałów, na Zuławach Wiślanych. W Elblągu opracował projekt połączenia jezior Pojezierza Iławskiego i budowy Kanału Elbląskiego. Zaprojektował rozwiązanie, dzięki któremu statki mogły pokonać blisko 100-metrową różnicę poziomów wody pomiędzy akwenami stanowiącymi część kanału. Rozwiązaniem stały się pochylnie z suchym grzbietem, na które wpływają statki, przewożone następnie do kolejnego akwenu.

Po przejściu na emeryturę mieszkał we wsi Czulpa, koło Małdyt, nad zbudowanym przez siebie kanałem. Nadano mu honorowe obywatelstwo dwóch miast: Elbląga i Miłomłyna. W 1855 jego nazwiskiem nazwano nieistniejącą obecnie miejscowość Stankowo (Steenkenwalde). W roku 1872 w pobliżu pochylni Buczyniec stanął obelisk upamiętniający inżyniera, od II wojny światowej, do 1990 roku przechowywany był w magazynie, obecnie powrócił na swoje pierwotne miejsce.

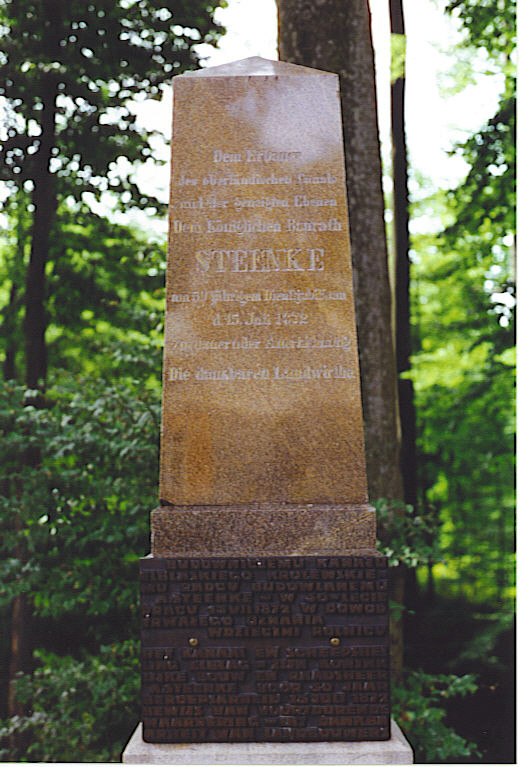
Pomnik Georga Steenkego nad Kanałem Elbląskim –
„Dem Erbauer des Oberländischen Canals und der geneigten Ebenen, dem königl. Baurath Steenke, zum fünfzigjährigen Dienstjubiläum, dem 15. Juli 1872, in dauernder Anerkennung. Die dankbaren Landwirthe”

Przez wiele lat nie był znany jakikolwiek wizerunek Steenkego. Jego zdjęcie zidentyfikował w 2018 r. historyk Lech Słodownik na odnalezionym w elbląskim archiwum druku pamiątkowym z 1903 r., wydanym z okazji 75-lecia Elbląskiego Towarzystwa Rzemieślniczego.